# San Miguel-Capuchinos
San Miguel-Capuchinos es un barrio de la ciudad de Córdoba (España), perteneciente al distrito Centro. Está situado en zona centro del distrito. Limita al norte con el barrio de Campo de la Merced-Molinos Alta; al este, con los barrios de Santa Marina y San Andrés-San Pablo; y al sur, con los barrios de El Salvador y la Compañía y Centro Comercial, barrio este último con el que también limita al oeste.

## Monumentos y lugares de interés
- Palacio de Torres Cabrera
- Convento de Capuchinos (plaza Cristo de los Faroles)
- Hospital de San Jacinto (plaza Cristo de los Faroles)
- Iglesia de San Miguel
- Cristo de los Faroles (S. XVIII)
- Palacio del Bailío o de los Fernández  de Córdoba ( S. XVI). Una parte es biblioteca de Al Ándalus, y la otra es Hotel el Bailío.
- Plaza de las Doblas y Palacio de los Marqueses de Valdeflores ( hoy Fundación Miguel Castillejo).